# Andreas Fromm
Andreas Fromm (ur. w 1621 w Pänitz k. Wusterhausen (Marchia Brandenburska), zm. 16 października 1683 w Pradze)  – niemiecki kompozytor epoki baroku.

## Życiorys
Andreas Fromm był synem luterańskiego pastora, również Andreasa, proboszcza Pänitz i jego żony Margarete, córki superintendenta Daniela Michaelisa, która przedwcześnie zmarła. Po wybuchu wojny trzydziestoletniej Andreas Fromm wraz z ojcem znalazł się na krótko w Berlinie, gdzie poznał Johanna Crügera, którego twórczość stała się dla Fromma wzorem. Od roku 1638 pobierał nauki w szczecińskim Pedagogium, a w latach 1641-1644 studiował teologię we Frankfurcie nad Odrą. Następnie pracował jako kantor w Altdamm (obecnie dzielnica Szczecina - Dąbie). W roku 1648 działał w kościele zamkowym w Szczecinie, zastępując tam chorego kaznodzieję, a 11 grudnia tegoż roku otrzymał posadę kantora Pedagogium Szczecińskiego. Od 1649 roku był też kantorem w Gimnazjum Mariackim, a później w kościele Mariackim .
W 1651 roku został wpisany na Uniwersytet w Rostocku jako „Magister Andreas Fromm, Wusterhusa-Marchicus, professor pedagogiki Stettinensis et vocatus Pastor et inspector Svevo-Coloniensis” . W tym samym roku otrzymał godność licencjata i jako pastor udał się do Kolonii nad Szprewą (współcześnie część Berlina , gdzie został proboszczem . W tym czasie już nie komponował i prawdopodobnie całkowicie poświęcił się teologii . Na zlecenie księcia Fryderyka Wilhelma I stał się rozjemcą w sporze z kościołem reformowanym (kalwińskim), jednak jego zaangażowanie przeciw kalwinistom spowodowało wydalenie go ze służby księcia. Na krótko wyjechał do Wittenbergi, gdzie był wykładowcą. 
W 1668 roku przeniósł się z rodziną do Pragi i przeszedł na katolicyzm; krok ten uzasadnił w dziele Compendium metaphysicum. W latach 1668–1671 był dziekanem w Kamnitz w północnych Czechach, a następnie został kanonikiem w Litomierzycach. Ostatnie dwa lata życia spędził w klasztorze norbertanów na Strahowie w Pradze, gdzie zmarł w wieku 62 lat  .

## Dzieła muzyczne
Kompozycje Fromma były wydawane za jego życia, przez Georga Götzke (w latach 1649 i 1650), oraz Mamphrasena Jeremiasa (w roku 1649). Do czasów dzisiejszych zachowało się tylko kilka jego utworów, są to dwa dialogi oratoryjne, będące najstarszymi przykładami oratorium w muzyce niemieckiej :
- Actus musicus vom reichen Man und Lazarus na 14 głosów (dwa chóry) i instrumenty (1649)
- Dialogus Pentecistallis - na 10 głosów (dwa chóry) i instrumenty (1649)

Nie zachowała się jego Pieśń pogrzebowa (Grabe-lied) na cześć aptekarza książęcego i asesora sądowego Georga Dethardinga (1650)  . 
Wiadomo, że Fromm komponował też motety .